# Peter Hans Mønster
Peter Hans Mønster (født 12. juni 1773 i Bogense, død 31. juli 1830) var en dansk biskop.
Han tilbragte sin barndom i Stubbekøbing, hvortil faren blev forflyttet; siden kom han i huset hos en morbror og blev 1790 dimitteret fra Frederiksborg Skole. 1795 tog han teologisk embedseksamen, hvorefter han blev nogle år i København og fortsatte sine studier. Han manuducerede til teologisk embedseksamen og underviste i Christianis Institut, men opgav begge dele, instituttet, fordi dets undervisningsmetode ikke stemmede med hans grundsætninger, manuduktionerne, fordi studenterne kun tænkte på hurtigst muligt at blive færdige med eksamen. Han blev derfor lærer ved Efterslægtselskabets Skole. Det var uundgåeligt, at han som alle hans samtidige måtte påvirkes af tidens irreligiøsitet. Han synes endog i den retning at være gået videre end de fleste; thi han har skrevet den første afhandling i Malthe Bruuns Tria juncta in uno: Et Ord talt i rette Tid til Troens Kvaksalver. Denne, professor Frederik Ludvig Bang, får at vide, at skomageren bør blive ved sin læst, han overdænges med hånsord, og det tilrådes ham at blive medarbejder af Balles Bibelen forsvarer sig selv. Mønster slap dog for at inddrages i den sag, der rejstes i anledning af skriftet. Det var bogtrykkeren, der uden hans vidende havde indsat ordene "Troens Kvaksalver" i titlen i stedet for Bangs navn, og det var uden hans samtykke, at afhandlingen blev trykt i et så farligt selskab som Bruuns artikler.
I 1800 rejste han som lærer for en søn af generalkrigskommissær Ewald til Cette (Sète), hvor denne var bleven ansat som konsul. Hans elev døde; men da Ewald i kongens ærinde rejste til Genua, bestyrede Mønster konsulatet, der dels på grund af strenge karantæneforhold, dels ved krigen mellem Danmark og England frembød mange vanskeligheder. Han kom hjem 1801, blev atter lærer ved sin gamle skole og 1803 inspektør. Som sådan indførte han en metodisk gymnastikundervisning. Om denne og svømningen har han skrevet et par afhandlinger. Hans virksomhed påskønnedes af Efterslægtselskabet, der optog ham som medlem. 1805 blev han sognepræst for Gyrstinge og Flinterup på Sjælland. Han ægtede 1806 Frederikke Sophie Fleischer (1789 – 1848), datter af fuldmægtig Søren Fleischer 1807 blev han amtsprovst for Sorø Amt, hvor han og Stemann i god enighed udfoldede en betydelig virksomhed. I 1813 blev han sognepræst for Ringsted og Benløse. 
I 1819 blev han medlem af den kommission, der skulle gøre forslag til den indbyrdes undervisnings indførelse på landet og i købstæderne. Han sluttede sig her helt til Abrahamson og deltog i forslaget om, at metodens indførelse skulde befales. Dette skete vel ikke; men Mønster havde aldeles vundet kancellipræsident Kaas, og han fik en betydelig indflydelse på de forholdsregler, hvorved den indbyrdes undervisning i de følgende år søgtes indtrængt i så mange skoler som muligt. Sammen med Abrahamson forfattede han det store værk: Om den indbyrdes Undervisnings Værd og Væsen (I-III, 1821-28). Det kostede dog megen møje at få subskribenterne på den 1. del til også at købe de senere. Da der rejste sig modstand mod metoden, var han dens ivrige forsvarer. Han har også forfattet de bekendte tabeller (1822), der længe efter, at det meste af metoden var gået af brug, endnu anvendtes i skolerne, og som just ikke vidne om, at han har haft det bedste pædagogiske greb. En anset gejstlig mand, der ville være talsmand for kongens og Abrahamsons planer måtte så meget mere påskønnes, som der kun var få af hans standsfæller, der ikke nærede mere eller mindre uvilje mod dem. Mønster, der 1826 havde disputeret for den teologiske doktorgrad, udnævntes i november 1829 til biskop i Århus, men døde allerede følgende år. 